# Benedykt Kołyszko

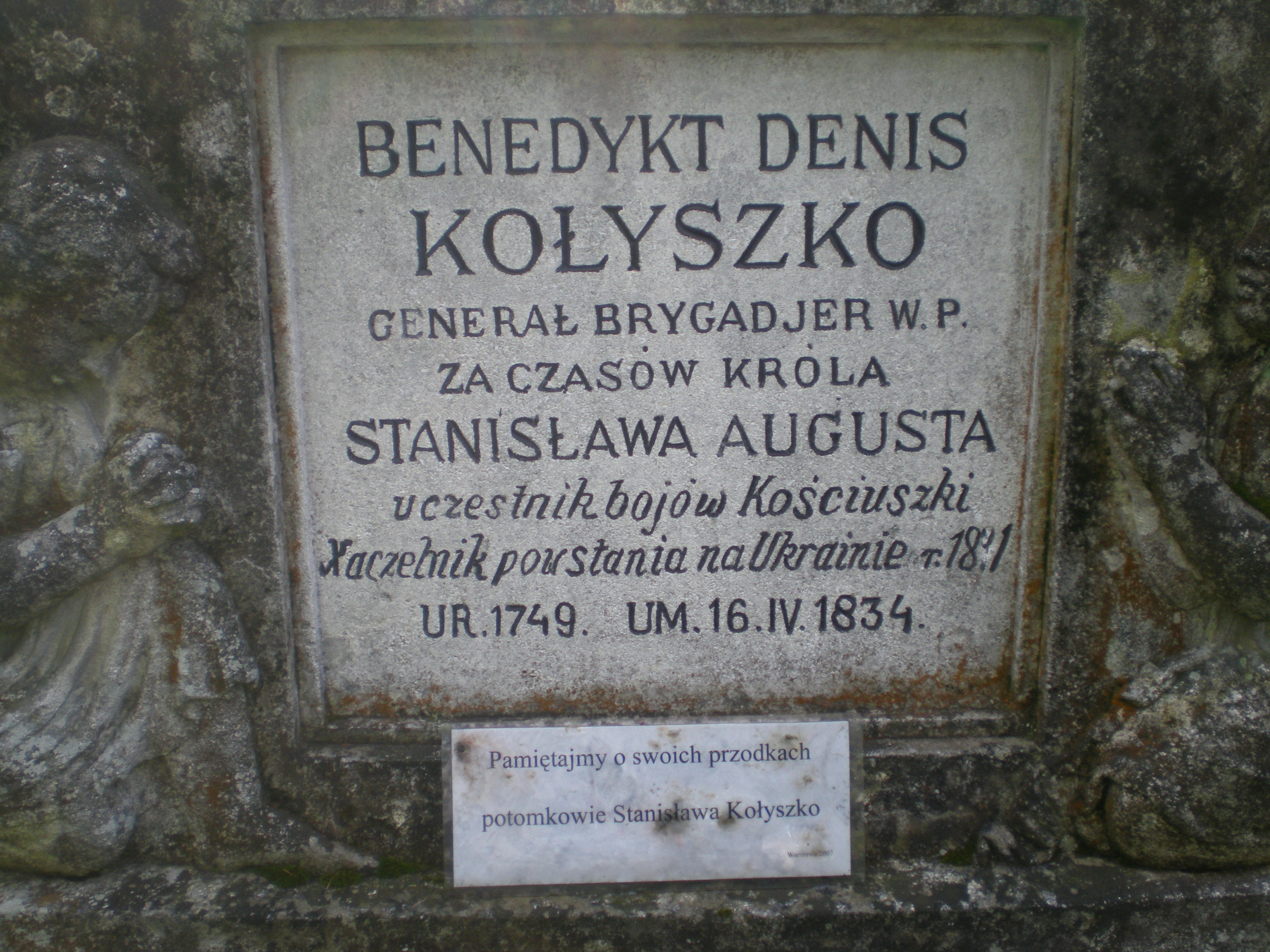
Tablica na grobie Bededykta Denisa Kołyszko

Benedykt Denis Kołyszko (ur. 1750 w Sewrukach na Wołyniu, zm. 16 kwietnia 1834 we Lwowie) – uczestnik insurekcji kościuszkowskiej, generał major, naczelny wódz powstania podolskiego w 1831.

## Życiorys
Syn Józefa Kołyszki h. Kotwica, cześnika żmudzkiego od r. 1740, i Anny z Wierzbickich, podkomorzanki derptskiej. Był bratem Aarona i Tomasza. Uczył się w szkole pijarów w Międzyrzeczu. 
W 1778 wstąpił do kawalerii narodowej, 16 marca 1784 awansował na chorążego, a 13 lutego 1788 na porucznika. Uczestniczył w wojnie polsko-rosyjskiej 1792 awansując na majora, za bitwę pod Zieleńcami został odznaczony Krzyżem Kawalerskim Orderu Virtuti Militari.
Działał w sprzysiężeniu insurekcyjnym. Po wybuchu powstania kościuszkowskiego został mianowany 22 czerwca 1794 brygadierem, dowódcą II Ukraińskiej Brygady Kawalerii Narodowej. 17 września 1794 awansowany przez Tadeusza Kościuszkę na generała majora. Po upadku powstania wyjechał do Wenecji, ale wkrótce powrócił do kraju i pozostawał na uboczu, zajmując się gospodarstwem.
W 1809 włączył się do działań przeciw Austriakom, jednak do służby czynnej nie wszedł. Dopiero 5 maja 1831 powołany na naczelnika powstania podolskiego. Był także dowódcą oddziału powstańczego, który zebrał na Podolu i stoczył z nim kilka potyczek na jego obszarze i na terenie Ukrainy. Nie odniósł poważniejszych sukcesów, poniósł klęskę w decydującej bitwie pod Daszowem, wykazując brak kwalifikacji w nowych dla niego warunkach bojowych, choć mimo podeszłego wieku odznaczył się dużą odwagą.
26 maja 1831 przekroczył granicę Galicji i został internowany przez Austriaków. Wkrótce po zwolnieniu z internowania zmarł. Pochowany na Cmentarzu Łyczakowskim we Lwowie.